# Joan Carling
Pour les articles homonymes, voir Carling (homonymie).

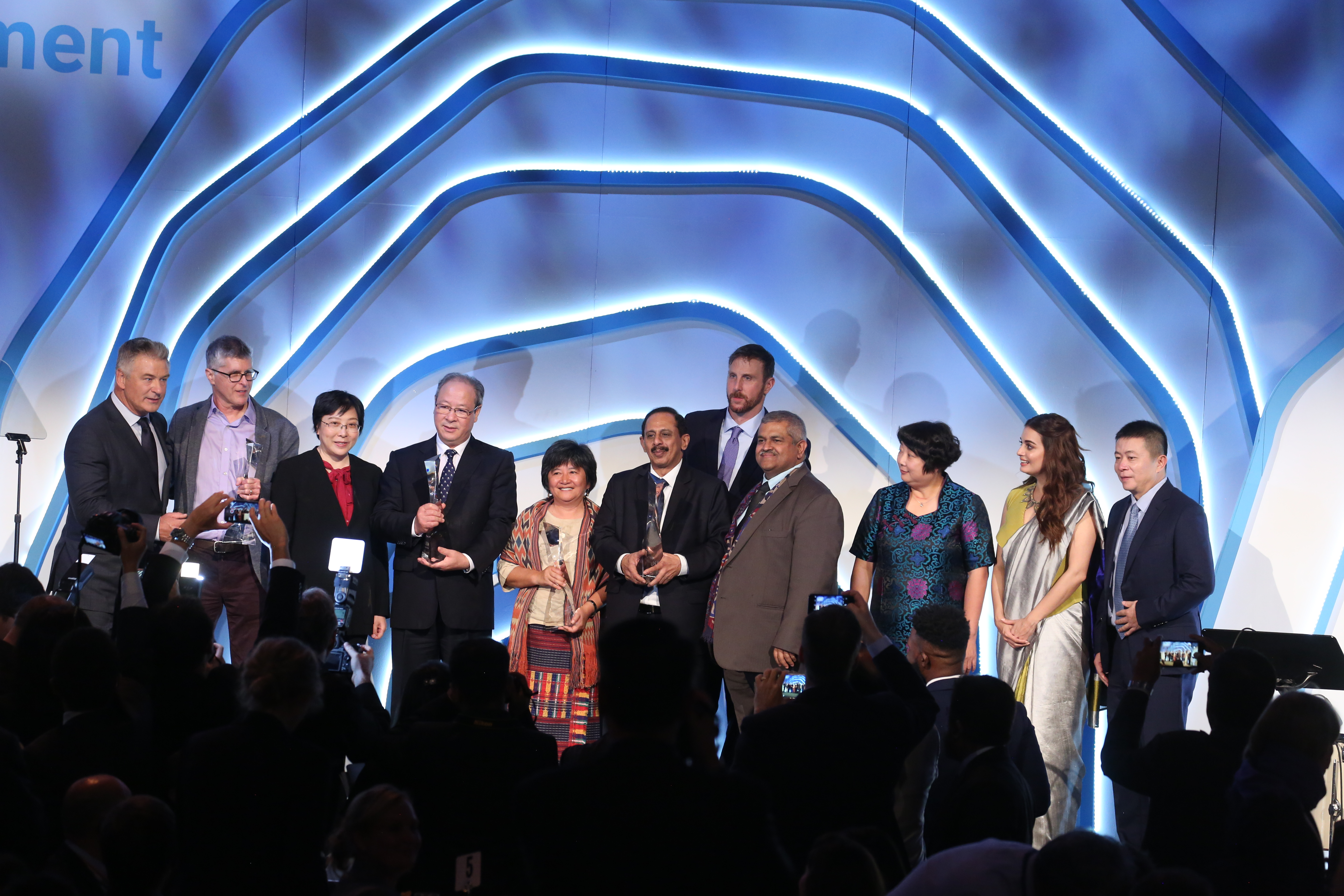
Les lauréats du prix Champions de la Terre 2018, avec Joan Carling au centre.

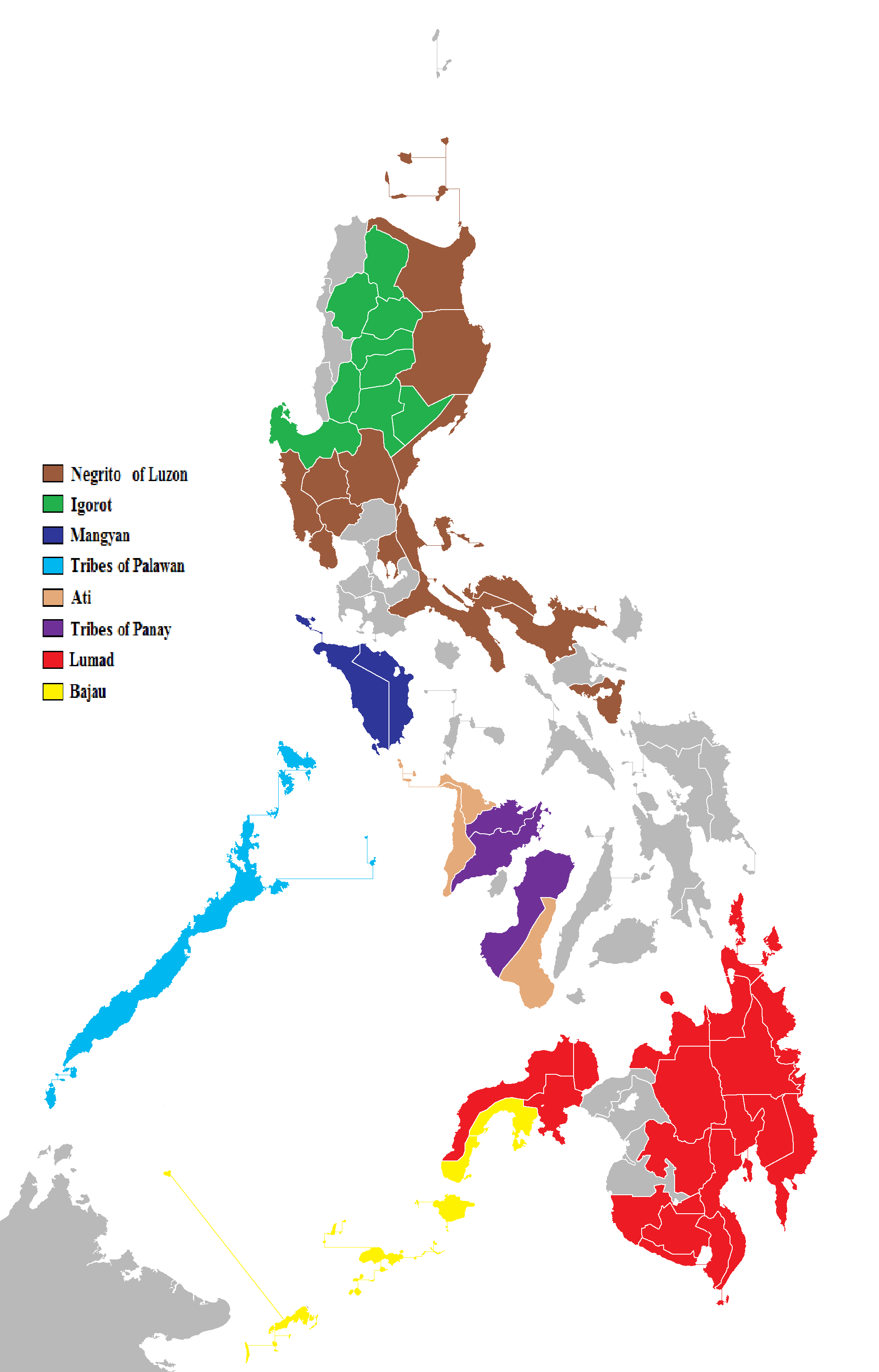
Peuples autochtones des Philippines

Joan Carling, née le 30 juin 1963 à Baguio sur l'île de Luçon aux Philippines, est une  personnalité philippine autochtone, militante des droits humains et écologiste. 
Elle défend les droits des peuples autochtones et marginalisés. Elle est la secrétaire générale du Pacte des peuples autochtones d'Asie (AIPP) et la présidente de l'Alliance des peuples de la Cordillère aux Philippines.
Joan Carling participe également aux activités de la Convention-cadre des Nations Unies sur les changements climatiques et aux luttes REDD+ contre la dégradation des forêts. Elle est aussi membre de l'Instance permanente des Nations Unies sur les questions autochtones (UNPFii). 
Elle reçoit en septembre 2018 le prix Champions de la Terre Lifetime Achievement Award du Programme des Nations Unies pour l'environnement en reconnaissance de son travail en tant qu'écologiste et pour la défense des droits de l'homme,.

## Biographie

### Jeunesse et formation
Née le 30 juin 1963 à Baguio, Joan Carling est la fille d'un père à moitié japonais et à moitié kankanaey et d'une mère Kankanaey. Le peuple Kankanaey appartient au groupe Igorot ; il est établi dans la province des montagnes, dans la chaîne montagneuse de la Cordillère centrale de l'île de Luçon. Après avoir terminé ses études secondaires, Joan Carling étudie les sciences sociales au collège de Baguio de l'Université des Philippines, en se spécialisant en sociologie ; elle en obtient le diplôme en 1986.

### Débuts militants
Pendant qu'elle est encore à l'université, en 1984, elle est frappée par le meurtre de Macli-ing Dulag qui faisait campagne contre le projet de barrage de la rivière Chico afin de sauvegarder le peuple autochtone Kalinga. Après avoir assisté à la célébration à sa mémoire à Sadanga, pendant les trois années suivantes, elle se joint aux efforts d'intégration communautaire, et devient une militante des droits de l'homme à Kalinga,.
Alors qu'elle assiste en 1989 à une conférence sur l'ethnocide et la militarisation à Mindanao, Joan Carling est l'une des 16 déléguées arrêtées au motif qu'elles appartiendraient à la Nouvelle Armée populaire communiste. Après de nombreuses protestations, elle est finalement libérée ainsi que ses compagnes. En 1998, elle milite contre la construction du barrage de San Roque.

### Responsable nationale et internationale
De retour à Baguio, Joan Carling rejoint l'Alliance des peuples de la Cordillère ; elle en devient la secrétaire générale en 1997, puis la présidente de 2003 à 2006,.
À partir de septembre 2008, elle exerce à deux reprises les fonctions de secrétaire générale du Pacte des peuples autochtones d'Asie (AIPP), représentant ses 47 membres. Elle écrit et édite des publications sur les droits de l'homme, le changement climatique, la préservation des forêts, le développement durable et les femmes autochtones. Elle est aussi membre de l'Instance permanente des Nations Unies sur les questions autochtones (UNPFii) de 2014 à 2016. En 2014, elle fait paraître son livre Her Story of Empowerment, Leadership and Justice sur les femmes autochtones en Asie, publié par AIPP.
En tant que codirectrice du grand groupe des peuples autochtones sur les objectifs de développement durable, Joan Carling est désignée en février 2018 comme terroriste par les autorités philippines à cause de ses liens présumés avec le Parti communiste des Philippines et la Nouvelle Armée populaire.
Elle reçoit en septembre 2018 le prix Champions de la Terre Lifetime Achievement Award du Programme des Nations Unies pour l'environnement, tant en reconnaissance de son travail d'écologiste que de ses actions pour la défense des droits de l'homme.

## Dans la culture populaire
Joan Carling est l'une des femmes philippines qui sont mises en vedette dans l'hommage rendu aux « femmes qui changent la donne » lors de la tournée Joshua Tree 2019 du groupe de rock irlandais U2 au cours de son étape à Manille,.